# Mohd Hamzani Omar
Mohd Hamzani Omar (ur. 30 września 1978 w Johorze) – piłkarz malezyjski grający na pozycji obrońcy.

## Kariera klubowa
Karierę piłkarską Hamzani rozpoczął w klubie Johor FC. W 1997 roku zadebiutował w jego barwach w pierwszej lidze malezyjskiej. W 2001 roku wywalczył z Johor FC mistrzostwo Malezji. W 2006 roku odszedł do lokalnego rywala Johor FC, Johor FA. Grał w nim w sezonie 2006/2007, a następnie wrócił do swojego macierzystego klubu.

## Kariera reprezentacyjna
W reprezentacji Malezji Hamzani zadebiutował w 2007 roku. W tym samym roku został powołany do kadry na Puchar Azji 2007. Tam rozegrał jedno spotkanie, z Iranem (0:2).